# Bellum omnium contra omnes
Bellum omnium contra omnes (в превод Война на всички срещу всички) е крилата фраза на латински език на английския политически философ Томас Хобс, дефинираща неговата представа за естественото състояние на човека.
Фразата е употребена за пръв път в De Cive (1642):

Ostendo primo conditionem hominum extra societatem civilem (quam conditionem appellare liceat statum naturae) aliam non esse quam bellum omnium contra omnes; atque in eo bello jus esse omnibus in omnia.

На първо място показвам, че състоянието на човека извън гражданското общество (което състояние може да се нарче естествено състояние) не е друго освен война на всички срещу всички; и че в тази война всички имат право на всички неща.

П-късно в 1668 година в глава 13 на латинското издание на основното съчинение на Хобс – „Левиатан“ (английският оригинал от 1651 година гласи a war [...] of every man against every man).
По-късно в леко променен вид bellum omnium in omnes фразата се появява в Libertas:

[...] Status hominum naturalis antequam in societatem coiretur Bellum fuerit; neque hoc simpliciter, sed bellum omnium in omnes.

Естественото състояние на хората, преди да се съберат в общество, е война, и не просто война, а война на всички срещу всички.

Войната на всички срещу всички е философска парабола, опираща се на природата на човека и описваща не толкова преддържавното, а хипотетичното следдържавно състояние, което неизбежно би се появило, ако държавата е слаба. В теорията на Хобс непоносимостта на естественото състяние на Bellum omnium contra omnes води разумния човек до сключване на обществен договор и образуване на държавата.
Фразата има много по-късни употреби.